# 莫敦讓
莫敦讓（越南语：／，？—1593年）是越南南北朝時期莫朝的一位宗室。他是莫太宗的幼子，封應王（越南语：／）。

## 生平大事
1562年，莫宣宗逝世，其子莫茂洽繼位。當時莫茂洽年僅兩歲，由謙王莫敬典主持軍事，應王莫敦讓主持內政，抱莫茂洽視朝。1580年莫敬典逝世，次年莫敦讓同時主持軍政和內政大權。莫敦讓徵各地之兵，同阮倦、莫玉輦一起攻打後黎朝的清化附近各縣。鄭松派黃廷愛、阮有僚前往防禦，大敗之。此後莫朝不敢再次南下騷擾後黎朝。
1589年，後黎朝鄭松率軍北伐，到達安康各縣。莫敦讓率兵防禦。鄭松以誘敵之計，在安謨一帶大敗莫軍。莫敦讓逃回昇龍，鄭松則獻俘於清化。此戰之後，莫朝元氣大傷。此後鄭松再次發兵北伐，並於1592年攻破昇龍，擒殺莫茂洽。莫敦讓同莫茂洽之子莫全一起，投奔據守至靈縣的莫敬止。次年，鄭松發兵攻破至靈縣，擒殺莫敬止等人。莫敦讓遁走，至安博縣境內，由於驚懼過度，得病而死。